# الجدد وصرواح (يريم)

تعديل مصدري - تعديل

الجدد وصرواح هي إحدى قرى عزلة بني عمر بمديرية يريم التابعة لمحافظة إب، بلغ تعداد سكانها 435 نسمة حسب تعداد اليمن لعام 2004.